# つんぼ石

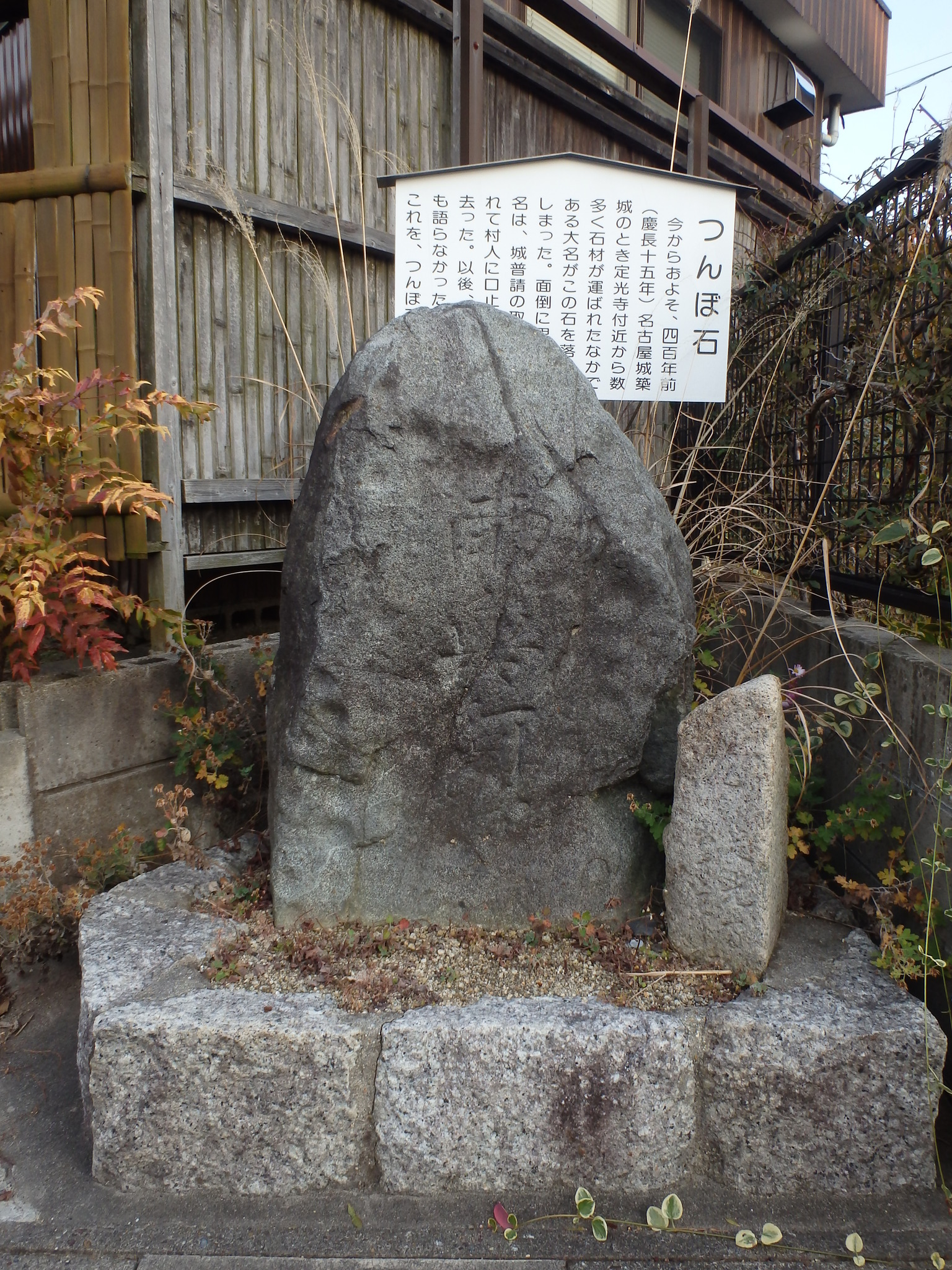
つんぼ石（2015年（平成27年）1月）

つんぼ石（つんぼいし）は、愛知県尾張旭市城前町にある史跡で、南無阿弥陀仏と刻まれた1m大の石である。

## 由来
江戸時代初期、名古屋城築城の際にこの石を石垣に使う目的で運んでいたところ、この地で荷車から落としてしまった。石がどうやっても荷車に戻らないので焦った大名が、村人に固く口止めを命じ、村人は役人に石のことを尋ねられてもつんぼのふりをして何も話さなかった。そこからこの名がついたという言い伝えがある。
この言い伝えには、「落としてしまった」という他に、「わざと廃棄した」とするものもあり、また、口止めを依頼する者についても、「大名」の他に、名古屋城普請奉行の加藤清正とするものから、運搬の責任者である武士とするものまで、いくつかの伝承が存在するようである。また、耳の病に霊験があるとの伝承も存在し、最近まで小石を供えて願をかけたという。

## 所在地
もともと存在した場所は、徳川義直の廟所がある定光寺・東濃方面へ続く殿様街道と飯田街道の分岐点であった。土中に埋まっていた部分に刻んであった文字などから実際に美濃から運ばれた石であろうと推測されている。
現在は区画整理事業のため近隣の民家の庭先に移設された。つんぼ石の元の所在地の傍らにあった石の道標・石の由来を説明する立て札も同所に移設された。
ちなみに、1905年（明治38年）の瀬戸電気鉄道（現在の名鉄瀬戸線）の開業時、この石の近くに聾石駅（つんぼいしえき）が開業している。その後、聾石駅の廃止と同時に旭前駅が開業し、現在に至っている。

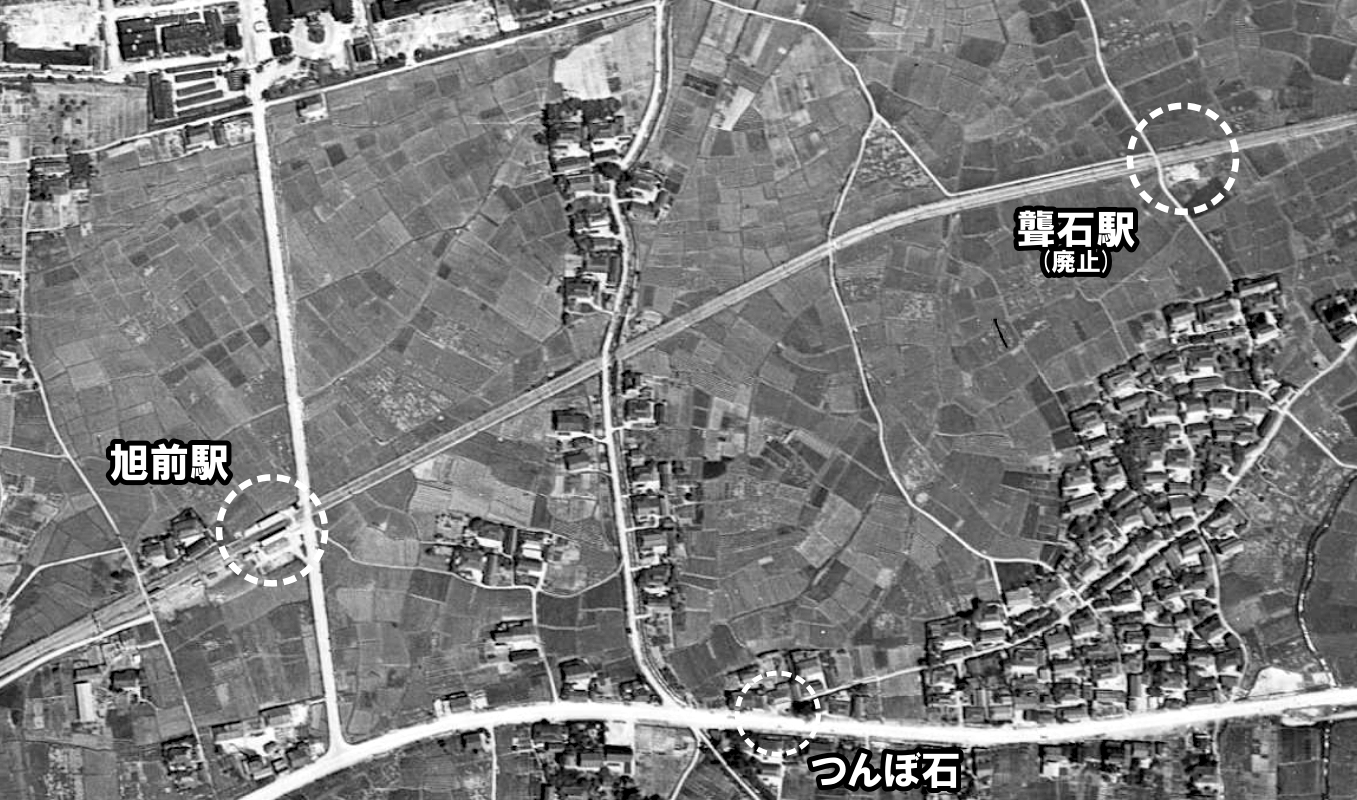
つんぼ石と聾石駅、旭前駅の位置関係（1946年（昭和21年）） 帰属：国土交通省「国土画像情報（カラー空中写真）」 配布元：国土地理院地図・空中写真閲覧サービス